# Blaženka Divjak
Blaženka Divjak (ur. 1 stycznia 1967 w Varaždinie) – chorwacka matematyk i nauczyciel akademicki, profesor, w latach 2010–2014 prorektor Uniwersytetu w Zagrzebiu, w latach 2017–2020 minister nauki i edukacji.

## Życiorys
Szkołę średnią ukończyła w 1985 w swoim rodzinnym mieście. W 1989 została absolwentką studiów nauczycielskich z zakresu matematyki i fizyki na Uniwersytecie w Zagrzebiu. Na tej samej uczelni uzyskała magisterium (1993) i doktorat (1998) z matematyki. Od 1990 do 1994 pracowała jako nauczycielka w szkole średniej w Varaždinie. W 1994 została nauczycielem akademickim na wydziale organizacji i informatyki Uniwersytetu w Zagrzebiu z siedzibą w Varaždinie. W 2005 objęła stanowisko profesorskie. W latach 1999–2003 i 2007–2010 pełniła funkcję prodziekana swojego wydziału. Od 2010 do 2014 była prorektorem uniwersytetu do spraw studenckich.
W pracy naukowej zajęła się zagadnieniami z zakresu m.in. geometrii różniczkowej i edukacji matematycznej. Była przedstawicielem Chorwacji w międzyrządowej organizacji naukowej Eureka i członkinią zespołu negocjującego warunki akcesji do UE w obszarze nauki i edukacji.
Od 2001 do 2005 zasiadała w radzie żupanii varażdińskiej. W czerwcu 2017 z rekomendacji Chorwackiej Partii Ludowej (HNS) objęła urząd ministra nauki i edukacji w rządzie Andreja Plenkovicia. Stanowisko to zajmowała do lipca 2020.